# アバカス

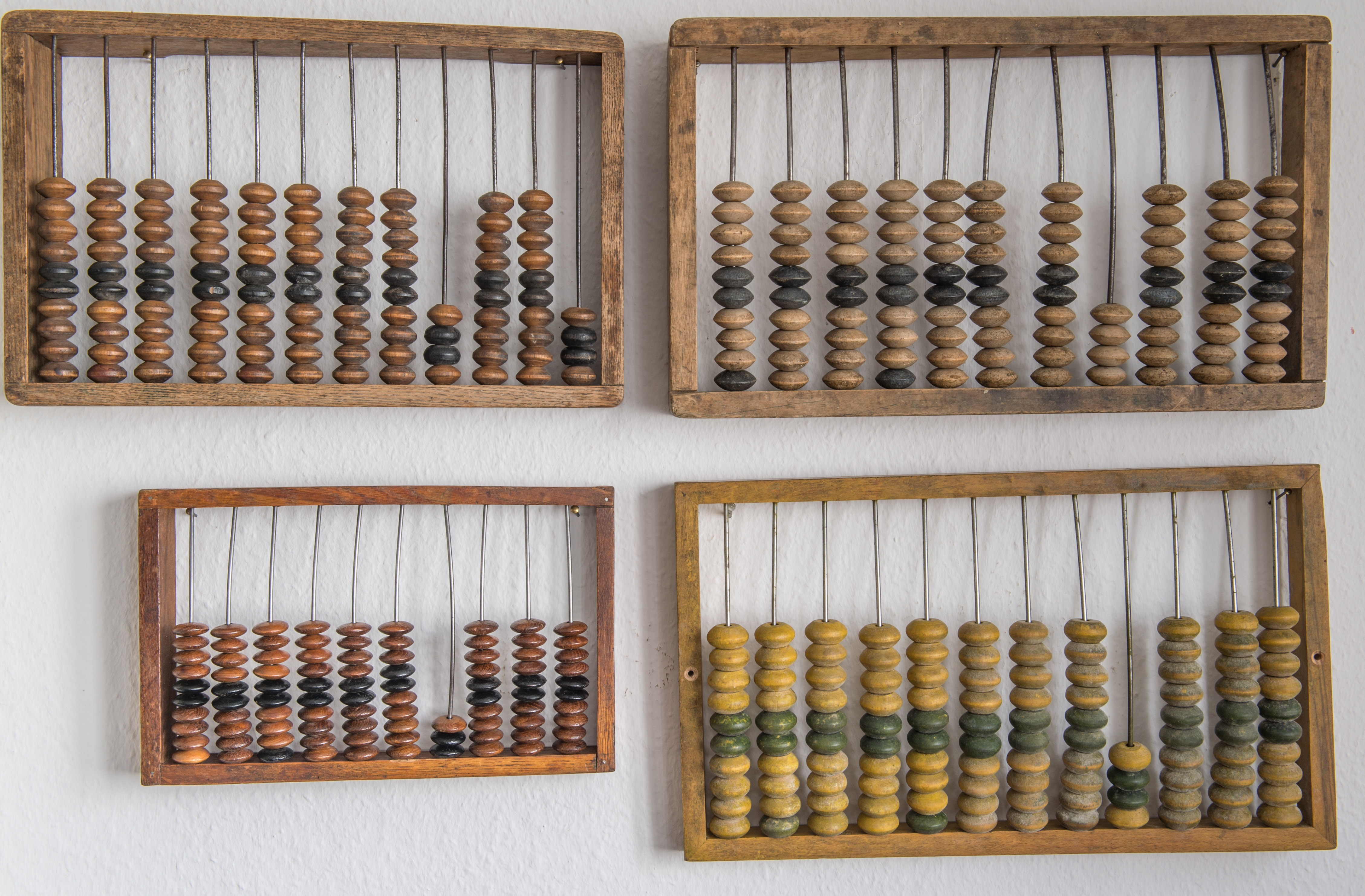
アバカス（棒によるもの。）

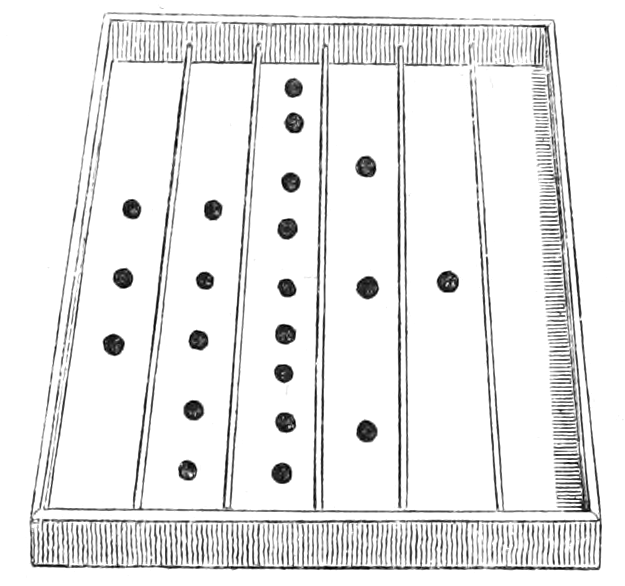
アバカス（溝によるもの）

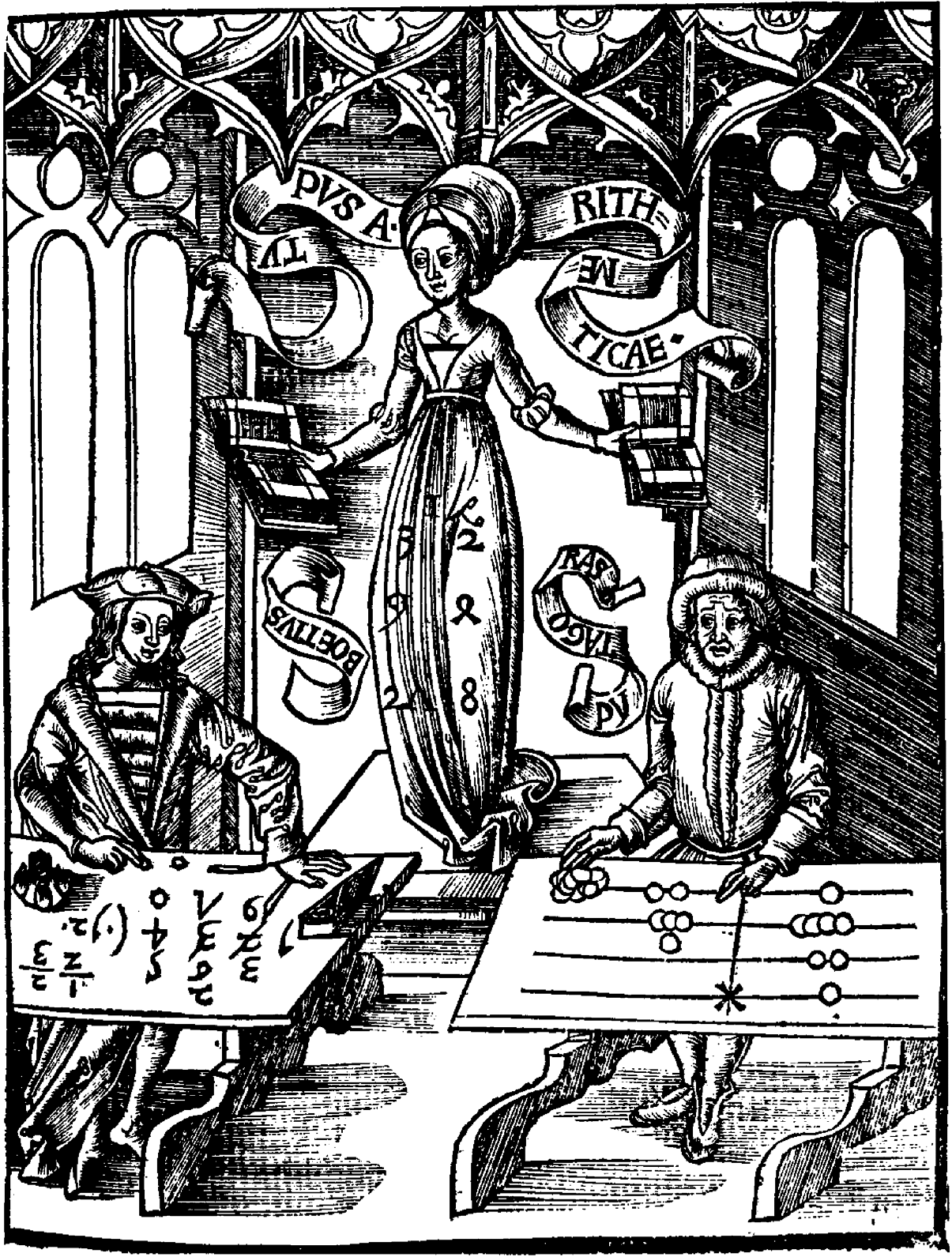
グレゴール・ライシュの描いた計算机: Margarita Philosophica, 1508. この木版画は、Arithmetica（画面上の女性）がalgorist（アラビア記数法を使う者。画面左）とabacist（アバカスを使う者。画面右）に命令しているところを描いている（正しくはないが、algoristがボエティウス、abacistがピタゴラスとされている）。Algebraがヨーロッパに紹介された12世紀から16世紀まで、アラビア記数法による計算とアバカスによる計算は激しい競争状態にあった。

アバカス（英: abacus）は、棒または溝に沿ってカウンター（となる玉）をスライドさせて計算を実行するための器具。計算をする目的で使うシンプルな道具であり、玉（ビーズ）が滑るワイヤーあるいは溝が並んだ枠組みで構成されているもの。

## 概要
現在知られている最古のアバカスは、紀元前2700年-バビロニアのシュメールで発明されたものである。→#メソポタミア
古来、計算のための道具として使われてきたものであり、砂または木・石・金属などでできた板に溝を彫り、その溝の上で豆や小石を動かして計算を行った。アラビア数字を使った位取り記数法が広く採用されるようになると、アバカスによる計算法と筆記具を使う計算法が優位性を競い合うようになった。西洋では近年ではアバカスを使う計算法は廃れてしまったが、今でもアジアやアフリカなどを中心として商人や事務員がアバカスを使っている。
現代のアバカスの多くは、枠に金属の細い棒を多数張り、穴をあけた玉（たま）を金属棒に通して滑るようにして、数を表現し、計算の道具として使うものである。
アバカスを使いこなす人を英語では"abacist"という。

### 語源
abacusという語の使用は1387年にまで遡り、砂を使ったアバカスを表す語としてラテン語の単語を借りて中英語の文章で使った例がある。そのラテン語の単語はギリシア語のἄβαξ（abax、砂や塵を撒き散らして幾何学図形を描いたり計算したりするのに使われた板）に由来し、特にその属格ἄβακoς（abakos）からラテン語に伝わったと見られる。ギリシア語のἄβαξ自体も北西セム語、おそらくはフェニキア語からの借用とみられ、ヘブライ語の「塵」を意味するʾābāq（אבק）に似た単語に由来する。abacusの複数形については異論があり、abacusesとabaciという2つの形が使われている。

## メソポタミア
現在知られている最古のアバカスは、バビロニアのシュメールで紀元前2700年から紀元前2300年ころに発明されたものである。これは六十進法の各桁に対応したカラムが並ぶ表である。
バビロニアの楔形文字の文字形状は、アバカスでの表現から生まれたのではないかとする学者もいる。Carruccio に代表される古代バビロニア研究者は、古代バビロニア人は「加法と減法にアバカスを用いたが、この原始的器具ではそれより複雑な計算は困難だった」と見ている。

## 古代エジプト
古代エジプトでのアバカスについては、古代ギリシアの歴史家ヘロドトス（紀元前484年頃 - 紀元前425年頃）が言及しており、「エジプト人は小石を右から左へ動かしており、ギリシア人の左から右へという作法とは逆だ」と述べている。考古学者は様々な大きさの古代の円盤を発見しており、計数に使われたと見ている。しかし、そのような器具が描かれた壁画は発見されていない。

## ペルシャ
紀元前6世紀、アケメネス朝のころ、ペルシャでもアバカスが使われ始めた。パルティアやサーサーン朝では、学者らがインド、中国、ローマ帝国など周辺の国々と知識や発明品を交換しあった。

## 古代ギリシア
古代ギリシアでのアバカスについての最古の考古学的証拠は紀元前5世紀のものがある。ギリシアのアバカスは木または大理石でできたテーブルであり、木または金属製の小さな計数用の珠が備え付けられており、計算に使われた。このギリシアのアバカスがアケメネス朝、エトルリア文明、古代ローマなどでも使われ、ヨーロッパではフランス革命のころまで使われ続けた。
ギリシアのサラミス島で1846年、紀元前300年ごろのアバカス（タブレット）が発見された。タブレット状のものとしては、今のところ最古のものとされている。白い大理石製で長さ149cm、幅75cm、厚さ4.5cmで、表面に5グループの印がある。中央には5本の平行線が描かれ、その中央を1本の垂直な線が貫いており、その垂直線と一番下の水平線の交点に半円が描かれている。それらの線の下に水平のクラックで分割された広いスペースがある。さらにクラックの下には11本の水平線が描かれ、こちらも中央を垂直線が貫いている。ただし、半円は一番上の水平線と垂直線の交点にある。3本目、6本目、9本目の水平線と垂直線の交点には×印が描かれている。

## 古代ローマ

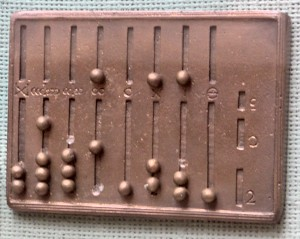
ローマ式アバカスの複製

古代ローマでの一般的な計算方法はギリシアと同じで、滑らかなテーブル上で計数用の珠を動かして計算した。もともとは小石を使っていた（これをcalculusと呼んだ）が、後にジェトンという硬貨のようなものができ、中世ヨーロッパでも使われた。ローマ数字の体系に沿って、5や10などを印のついた線で表す。このような計数用の珠を並べるシステムがローマ帝国後期から中世ヨーロッパにかけて使われ続け、19世紀まで細々と存続した。ローマ教皇シルウェステル2世がアバカスをより便利にする改良を加えたため、11世紀にヨーロッパで広く使われることになった。
紀元前1世紀、ホラティウスは板の表面を黒い蝋で薄く覆ったアバカスについて記している。尖筆で蝋に線を引いたり、図を描いたりして使う。
ローマのアバカスについての考古学的証拠として、紀元1世紀のものと見られるアバカスを復元したものがある（右写真）。8本の長い溝には最大5個の珠を置くことができ、その上の8本の短い溝には1個の珠を置くことができる。溝には"I"（1）や"X"（10）といったマークがあり、最上位の溝は百万である。短い溝に置かれた珠は5を意味し、マークとあわせて"I"が5個とか、"X"が5個といった数を示す。いわゆる二五進法であり、明らかにローマ数字の体系と関係している。

## ヨーロッパ、ルネッサンス期のアバカスの絵

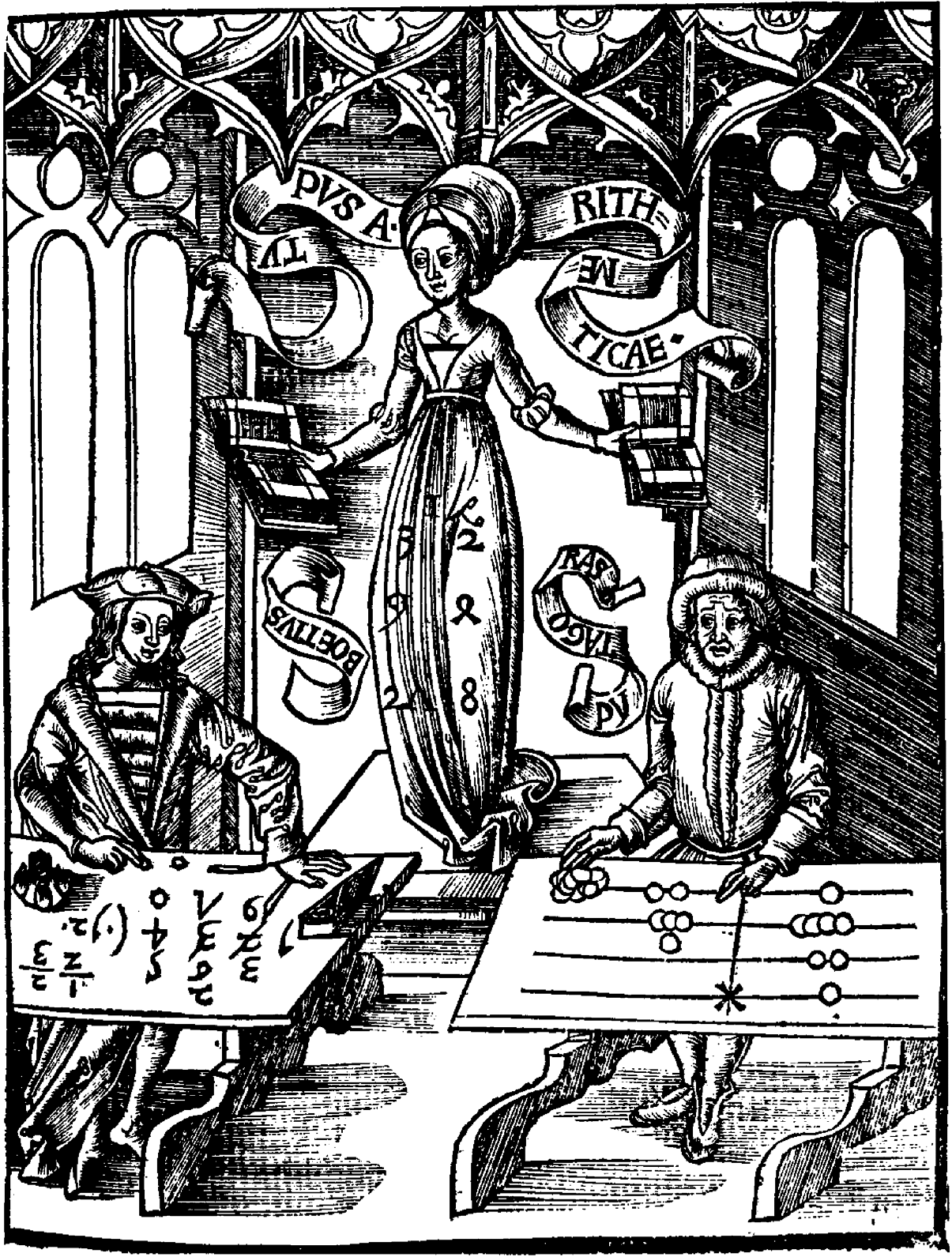
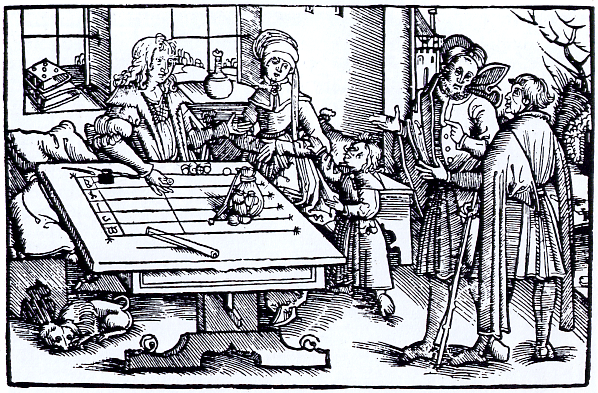
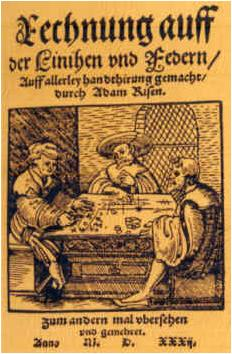
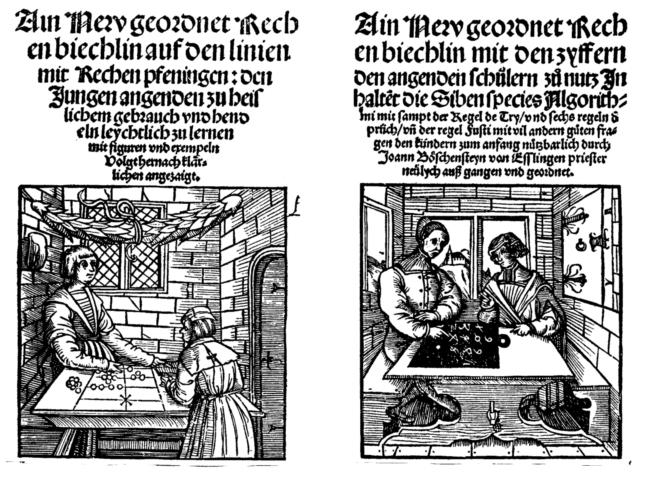
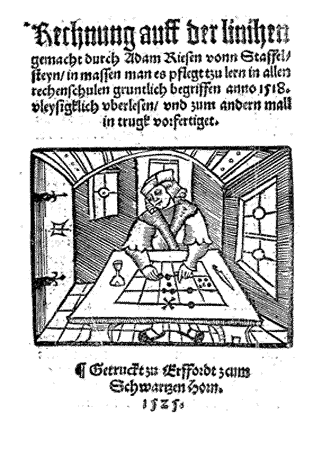
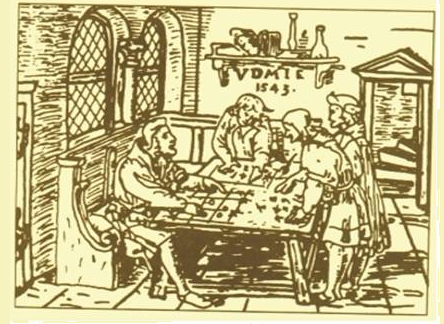
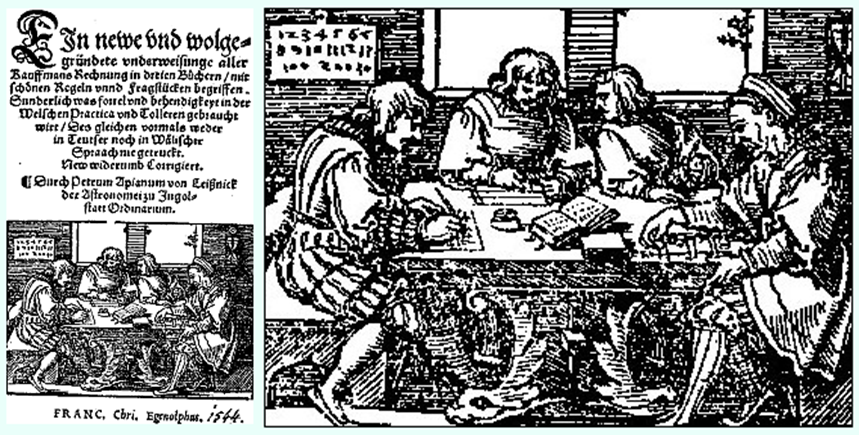
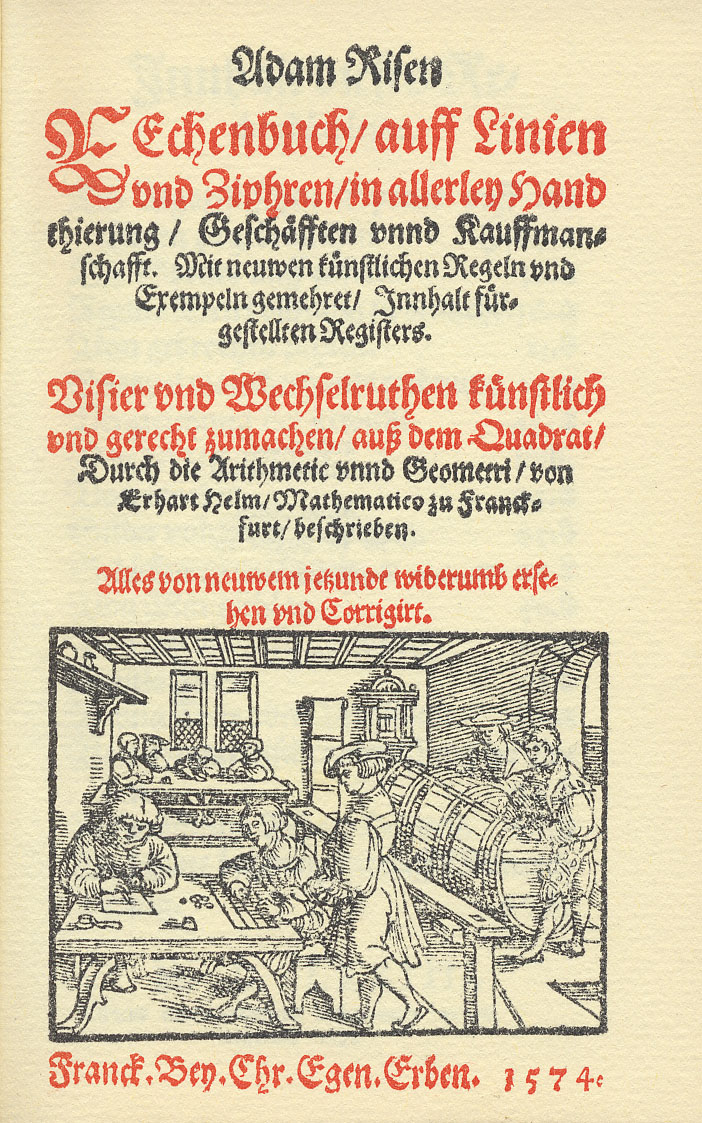
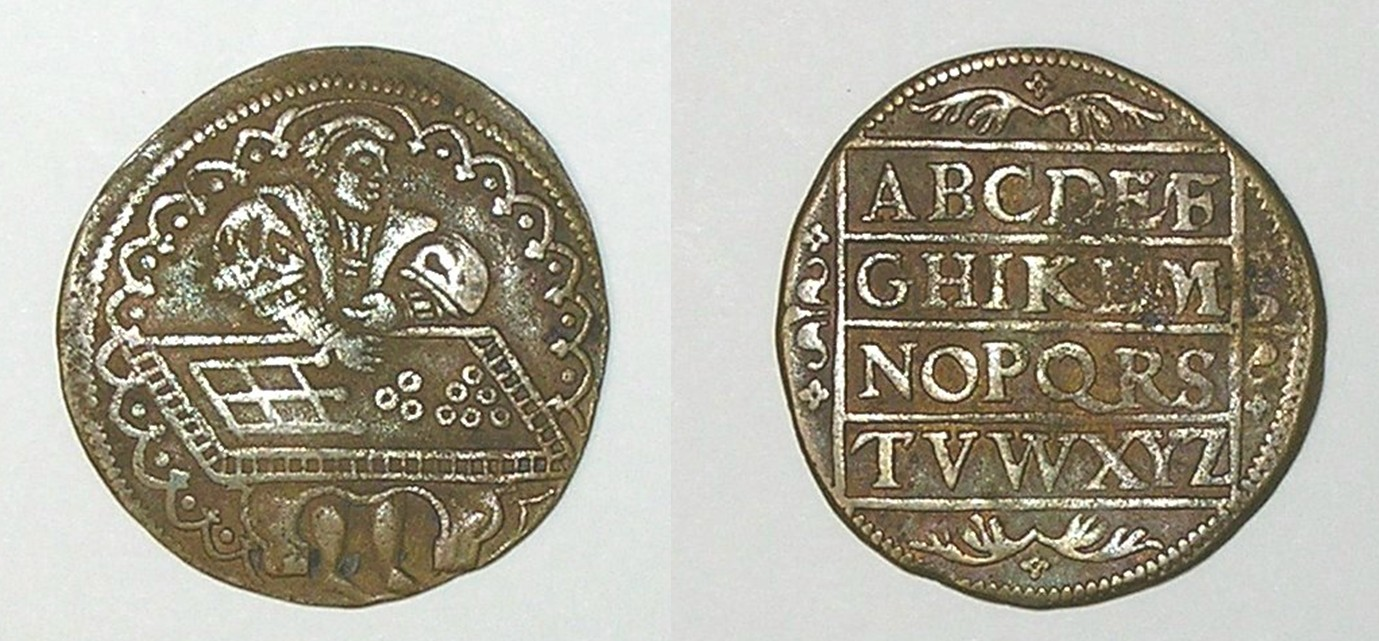

## 中央アジア、南アジア

### インド
インドでは、「倶舎論」など1世紀の文献にアバカスに関する知識や使用が記されている。5世紀ごろには、アバカスの計算結果を記録する新たな方法が発見されている。すなわち、アバカスの空の桁をshunya（シュンニャ、ゼロ。shunyaは仏教哲学用語として扱う場合は「空（くう）」と訳される）という語を使って書き記していた。

## 東アジア

### 中国

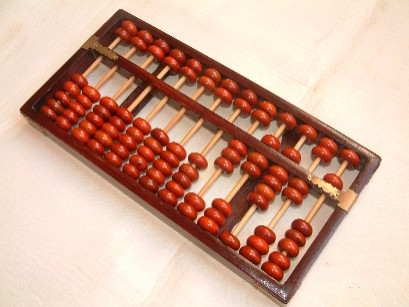
中国の算盤。

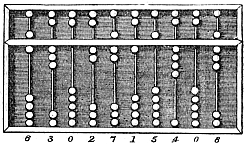
算盤（Suanpan）
表示している数は6,302,715,408

中国のアバカス（算盤）に関する最古の文書としては、紀元前2世紀のものが知られている。
中国のアバカスは算盤（suànpán）と呼ばれ、20cmほどの高さがあり、幅は様々なものがある。軸は7本以上あるのが一般的である。各軸には、梁をはさんで上側に2つ、下側に5つの珠が通されていて、珠は堅木製で丸い形状のものが多い。珠を軸に沿って上か下に動かすことで計算する。梁側に置かれた珠は数え、上下の枠側に置かれた珠は数えない。梁を上下から指で挟んで、その手を水平に動かすことで全ての珠が上下枠から離れることになり、値がリセットされる。
「上が2つ、下が5つ」つまり「「5を表す玉（五玉、ごだま）」が2つあり「1を表す玉（一玉、いちだま）」が5つある算盤は、あくまで十進用の計算道具である。なぜ「5を表す玉（五玉）」が2つあり、「1を表す玉（一玉）」が5つあるかというと、計算作業の途中で、「繰り上がり」の作業を行う前の数を、その桁に「仮に置いておく」ことができるからである。
宋の張択端が描いた「清明上河図」には、店頭で帳面や処方箋の脇に算盤が置かれているのが見える。
算盤は単に数を数えるだけでなく、加法、減法、乗法、除法、平方根、立方根などを素早く計算する技法が発達している。そのような技法を教える学校が今も存在する。
中国の算盤はローマのアバカスとよく似ており、ローマ帝国と中国はシルクロードを通じて交易していたことから、どちらかがどちらかに影響を与えたと見られている。しかし明らかな証拠は見つかっておらず、手の指が5本であることが基本となっているので、偶然似たようなアバカスが両方で生まれたとする考え方もある。ローマのアバカスは「五を表す玉」を2つと、「一を表す珠」を4つ使うもので、現代の日本のそろばんに近い。また、構造的にローマ式の溝に珠を置くだけの方式よりも軸に珠を通す東洋式の方が計算が速いとみられる。
算盤のもう1つの起源と考えられるのが、中国の算木で、十進法で数を表すが桁のプレースホルダーとしての0の概念がなかった。中国にゼロの概念が伝えられたのは唐の時代と見られている。そのころ中国の商人がインド洋を航海してインドや中東と直接接触し、ゼロの概念や小数点の概念をインド人商人や数学者から教えられ、中国に伝えたと見られている。

### 朝鮮
中国の算盤は、朝鮮には1400年ごろに伝わった。朝鮮では、これを주판（籌板 / 珠板、jupan）、수판（数板、supan）、산판（算板、sanpan）と呼ぶ。

### 日本
日本ではアバカスのことを「そろばん」と呼ぶ。
中国式算盤の普及

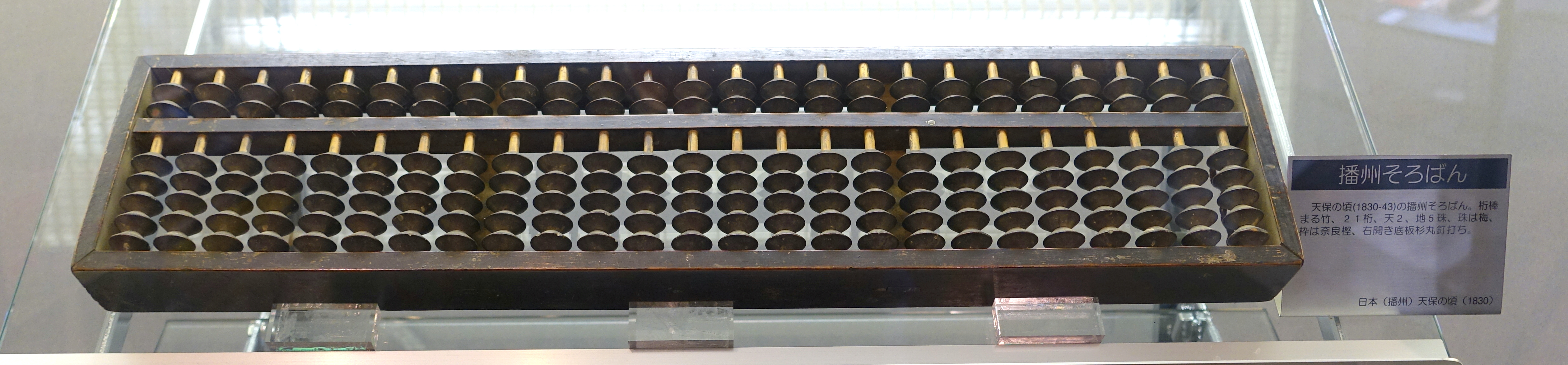
日本でも室町時代から江戸時代や明治時代まで一般的だった「上の珠が2個、下の珠が5個」方式のそろばん。写真は天保の頃に作られた播州そろばん。

中国の算盤が日本に1600年より前に伝えられ、独自の改良が加えられた。
中国で生まれた「上の珠が2個、下の珠が5個」の算盤が、室町時代（1336年-1573年）末期に日本に伝わった　この中国方式のそろばんが、江戸時代に入って商業の発達とともに日本全国に普及した。（「上の珠が2個、下の珠が5つ」の算盤は、やはり、学校で算数を学んだことがない人々でも、簡単に計算方法を理解できた。）
明治時代の「上1、下5」そろばんの登場

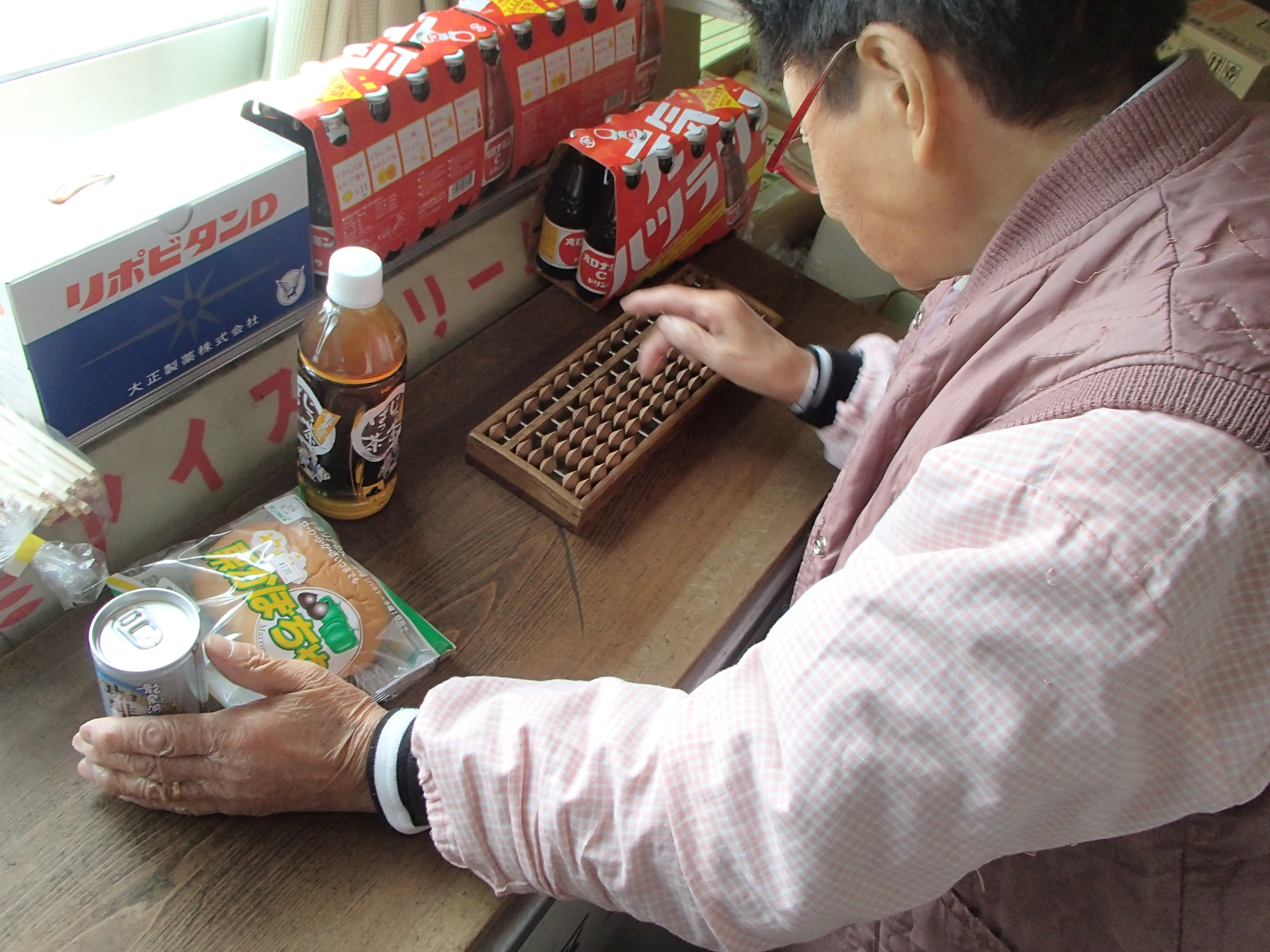
明治時代に登場した「上1、下5」方式のそろばん。数は減ったが、今も使い続けている人々がいる。

日本では明治時代に「上1、下5」（「五玉がひとつ、一玉が5つ」）の算盤が登場して、これは昭和30年代ころまで使われた。
1938年の「上1、下4」そろばんの登場

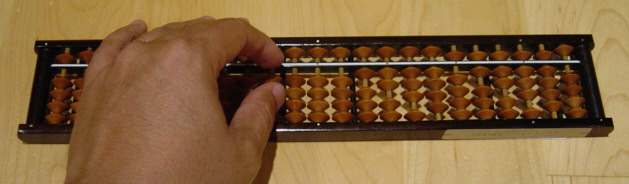
1938年に登場した「上1、下4」方式のそろばん。

昭和13年（1938年）に小学校教科書の改訂に伴って、現在日本で見かけられるような「上1、下4」（「五玉がひとつ、一玉が4つ」）のそろばんが誕生した。（これが登場してから、それまでの「上1、下5」そろばんをレトロニムで「5つ珠そろばん」と呼び始めた。なお、「上1、下5」そろばんと「上1、下4」そろばんが共存していた時代がそれなりに長かった。
1938年以降使われるようになった　この「上1、下4」（「五玉がひとつ、一玉が4つ」）のそろばんは、各桁にあらかじめ置かれている数に応じて、操作のパターン（親指と人差し指の動作の組み合わせ）を複雑に変化させなければならないものである。このそろばんは、最初から複雑な指動作の組み合わせを上級者からしっかりと教えてもらい、最初からしっかりと訓練を積む必要があるというデメリットがありはするが、中国式のそろばんよりもかなり高速に計算ができるというメリットがある。その一方で、「上1、下4」方式のそろばんは、初歩段階ではその操作の複雑さを感じさせたり、うっかり操作ミスをしてしまう確率も増すので、そろばんを嫌いになったり、挫折してしまう子供もそれなりの割合で生むようになった。
そろばんは何百年も日本で使われてきたにもかかわらず、1970年代なかばに電卓が普及した時には、多くの人々が「そろばんは時代遅れになった」と考えた。だが、70年代半ばから使う人が減ったわけではなく、日商検定の受験者数のピークは1980年度で204万人で、その後に受験者数は減少していったが、2006年度以降増加に転じ、2012年度は約22万人までに増加。
小学校の算数では今でもそろばんの使い方を教えており、主に暗算能力を高めるためといわれている。そろばんの視覚的イメージを思い浮かべることで、場合によってはより素早く暗算できるとされている。

## アメリカ原住民

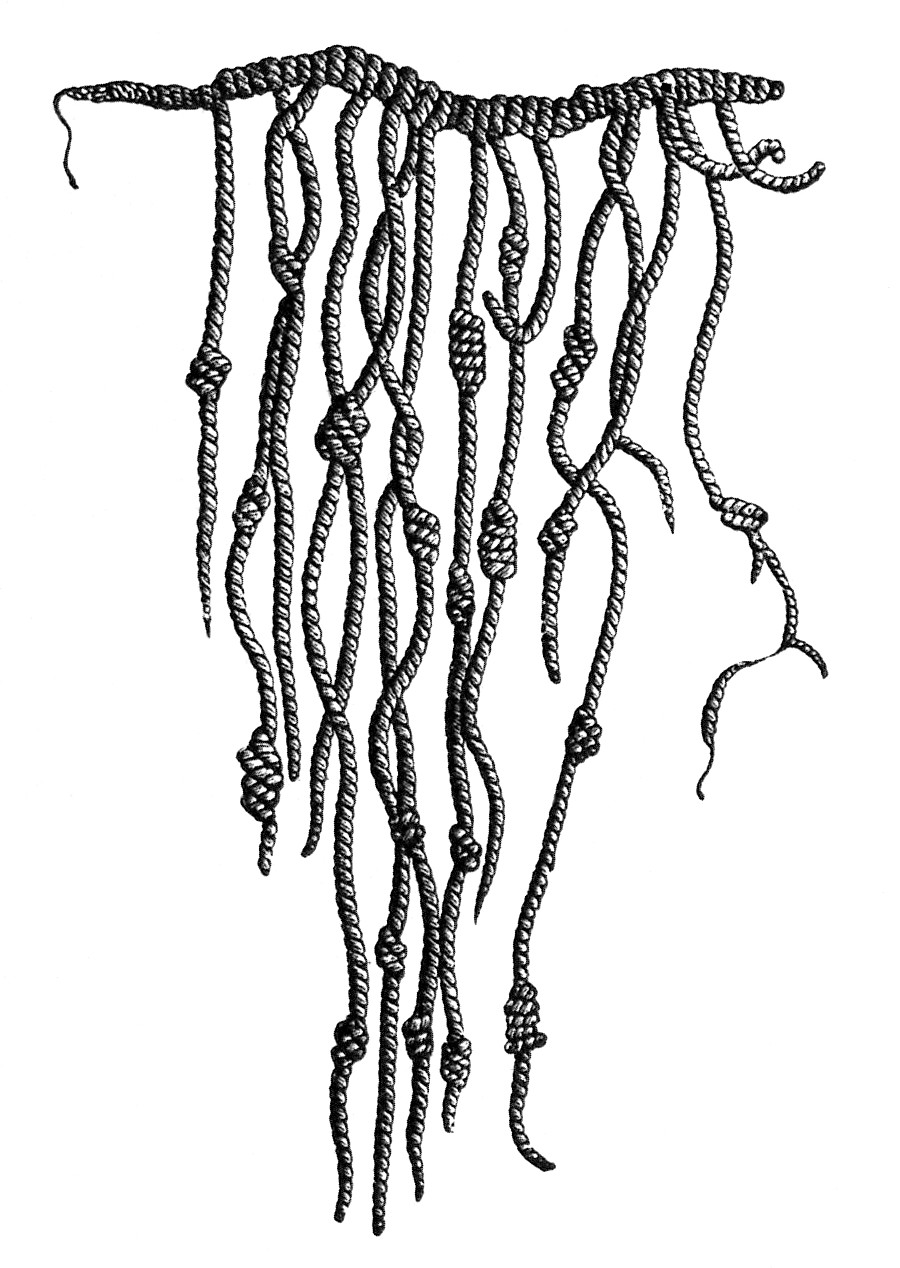
インカのキープ

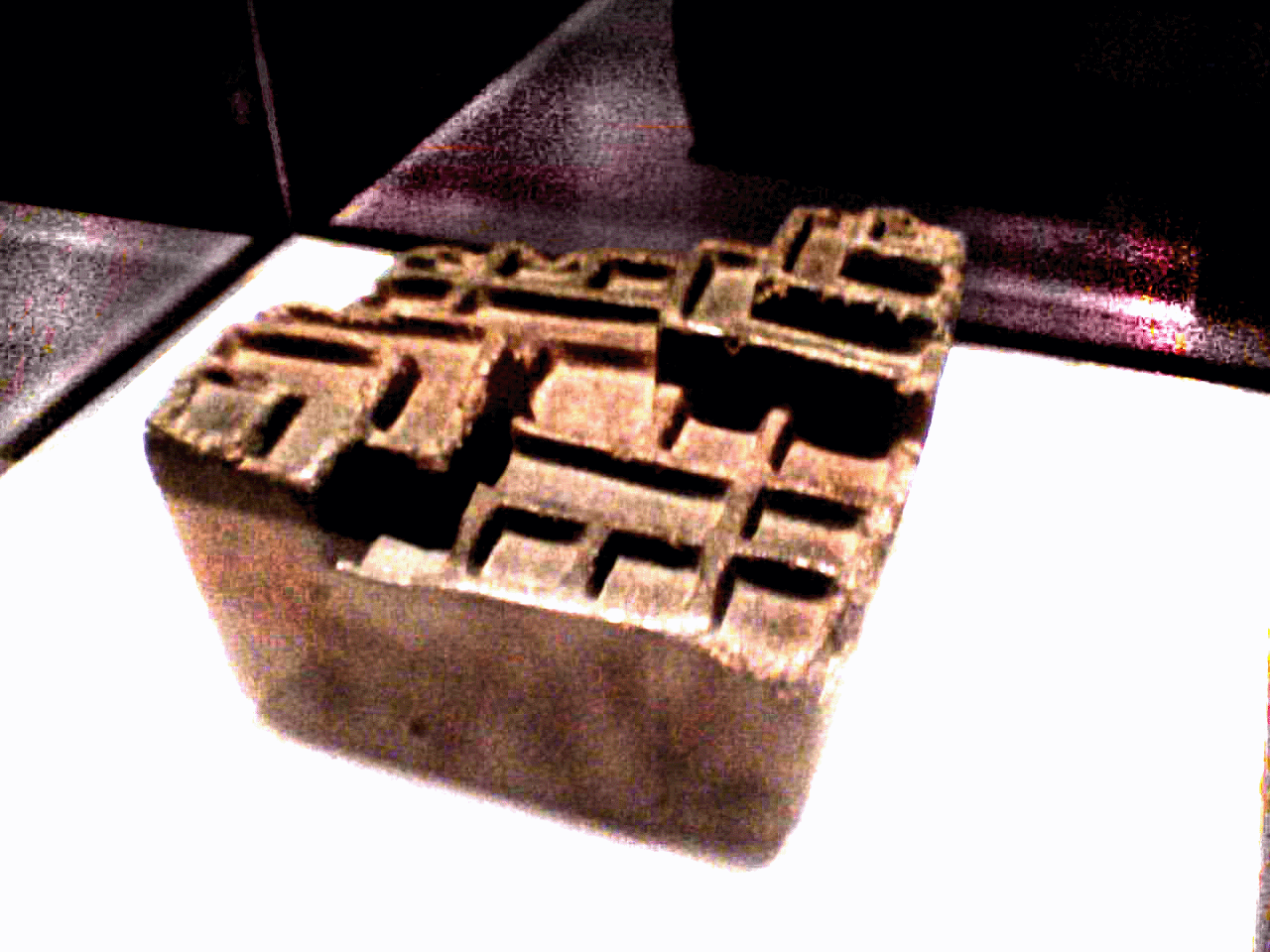
インカで使われていた yupana

古代マヤ文明でnepohualtzintzinと呼ばれるアバカスが使われていたとする文献もある。メソアメリカのアバカスは二十進法5桁の体系を使っていた。nepohualtzintzinという語はナワトル語から来ており、"Ne"（個人）、"pohual"または"pohualli"（勘定）、"tzintzin"（小さな同じような要素）という語の組合せである。したがって本来の意味は「何者かが小さな似たような要素群を数えること」である。カルメカク（Kalmekak）という学校で幼少期から天に捧げられた生徒である"temalpouhkeh"に教えられていた。しかし、nepohualtzintzinによる計算の素早さや正確さを目にした征服者がそれを悪魔的だと判断し、征服時の破壊によってその伝統を完全に失わせてしまった。
その計算器具は二十進法に基づいていた。アステカでは二十進法が普通に使われていた。nepohualtzintzinはバーまたは中間の紐で2つの部分に分けられており、左側には1から4を表す4つの珠があり、右側にはそれぞれが5に相当する3つの珠がある。これで、各桁が1から19までの数を表し、1つ上の桁は読み取った値を20倍したものに相当する。
全体で13桁で1桁を7珠で表すので、全部で91個の珠がある。7と13、それらを掛け合わせた91という数は、様々な自然現象や天の運行を表す数字とされていた。例えば、91は季節（1年の4分の1）の日数、91の2倍の182はトウモロコシの栽培にかかる日数、91の3倍の273は妊娠期間、91の4倍の364は約1年（11⁄4日だけ短い）とされていた。nepohualtzintzinの計算できる範囲は天文学的数値から極小の量まで広範囲であり、現代のコンピュータに換算すれば10桁から18桁の浮動小数点数に匹敵した。
nepohualtzintzinを再発見したのはメキシコの技術者 David Esparza Hidalgo で、メキシコ中を旅してその器具を描いた版画や絵画を発見し、金や翡翠や貝殻などを使っていくつか再現している。オルメカ時代のものとされている古いnepohualtzintzinも発見されている。
ユカタン半島では暦の計算に使われた五進法と四進法のアバカスも発見されている。これは本来両手の指を使っていたアバカスであり、一方の手の指が順に 0, 1, 2, 3, 4 に対応し、もう一方の指が 0, 1, 2, 3 に対応する。ゼロが使われていたことに注意。
インカ帝国のキープは、紐に結び目を作ることで数値データを記録するものだが、計算はできない。計算器具としては yupana（ケチュア語で「計算器具」を意味する）があり、征服後も使われていた。その使用法は不明だったが、2001年にイタリアの数学者 Nicolino De Pasquale がその数学的基礎を説明する説を提唱した。いくつかの yupana を比較することで、その計算の基盤にフィボナッチ数列 1, 1, 2, 3, 5 が使われており、器具のそれぞれのフィールドに置かれた値に10、20、40のべき乗を適用することが判明した。フィボナッチ数列を使うことで各フィールドに置くべき粒の数が最小化されるという。

## ロシア

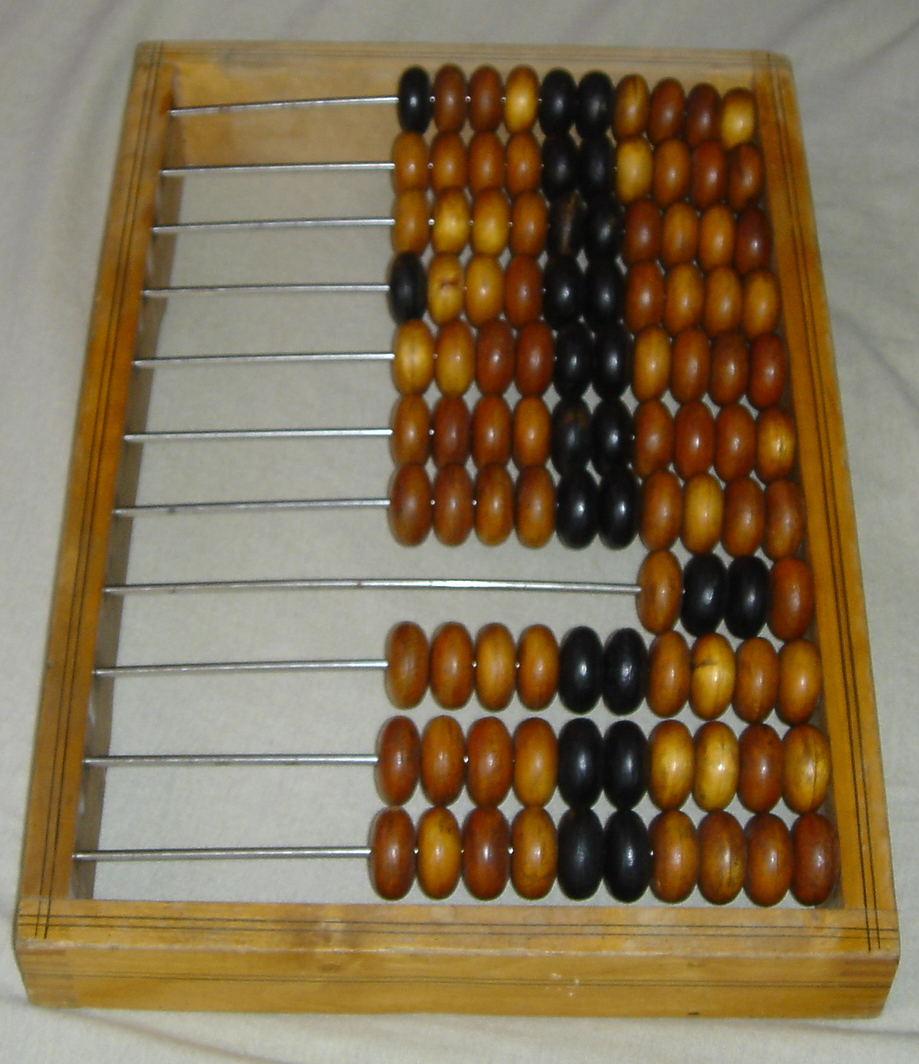
ロシアのアバカス

ロシアのアバカスはschoty（счёты）と呼ばれ、軸が曲がっていて梁で分断されていない。それぞれの軸（針金）には10個の珠があるが、1本だけ4つの珠しかなく、小数点以下の0.25を表すのに使われる。かつては4分の1カペイカ（ルーブルの補助通貨）を表すための桁もあった（0.25カペイカは1916年以降鋳造されていない）。ロシアのアバカスはそろばんなどとは異なり、縦に置いて使用し、軸が左右になる。珠が左右どちらかに落ち着くよう、軸が上に膨らむように曲がっている。最初は全ての珠を右端に寄せておき、必要に応じて珠を左側に移動させる。数えやすくするため、10個の珠のうち真ん中の2個（5番目と6番目）を通常とは異なる色にする。また、千の桁や（もしあれば）百万の桁の左端の珠も違う色にすることがある。
単純で扱いやすい器具なので、ロシアのアバカスはかつてのソビエト連邦全土の商店や市場で使われていた。そして1990年代まで学校でその使い方を教えていた。機械式計算機が発明されても、ロシアおよびソビエト連邦ではアバカスが廃れることはなかった。ロシアでアバカスが使われなくなるのは電卓の普及によるもので、ソビエト連邦では1974年に小型電卓の生産が始まっている。
ナポレオン・ボナパルトの陸軍に従軍してロシアとの戦争で捕虜になった数学者ジャン=ヴィクトル・ポンスレが1820年、フランスにロシア式アバカスを持ち込んだ。西ヨーロッパではアラビア数字による記数法と計算法が導入されたため、16世紀にはアバカスが衰退していた。そのためポンスレの同時代人にはロシアのアバカスが目新しいものとして映った。ポンスレはそれを実用に供したわけではないが、アバカスの使い方を実演して教えたりした。

## 学校のアバカス

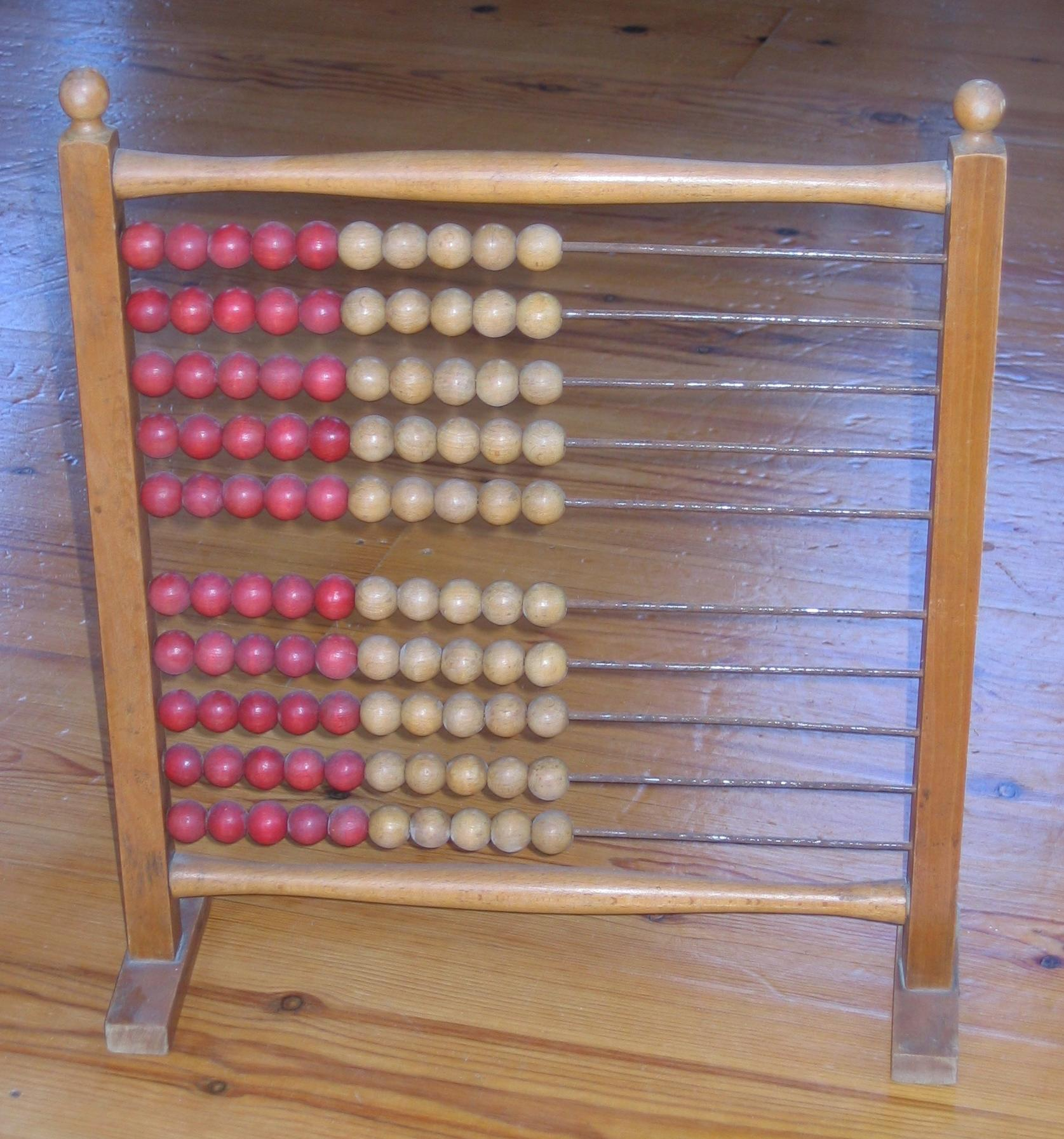
デンマークの小学校のアバカス。19世紀初め

アバカスは世界各地で幼稚園や小学校で位取り記数法と算術を教えるのに使われている。
西洋で使われているのはロシア式アバカスのような形態だが、軸は真っ直ぐで、枠を立てて使うのが一般的である（画像参照）。知育玩具にも木製やプラスチック製の同様なものがある。
中には特に位取り（桁）を意識しないアバカスもあり、画像の例のもので軸ごとに桁が違うと扱わない場合、全体で100まで数えることができる。

## 視覚障害者用のアバカス
Tim Cranmer が発明したアバカスは、今も失明した人がよく使っている。珠の裏側に柔らかい布かゴムが張ってあり、珠が不用意に動くことがないため、視覚障害者でも使える。使用者は珠に触って数を確認するが、その際も珠が不用意に動くことがない。乗法、除法、加法、減法、平方根、立方根の計算が可能である。
視覚障害者は数字を読み上げる電卓も使えるが、アバカスは西洋の盲学校でよく教えられている。アバカスが使えるようになると計算能力が鍛えられるという利点があり、それはしゃべる電卓では得られない。数式を表現できる点字コード（Nemeth code）もあるが、大きな数の乗算や除算を点字で表現するのは難しい。視覚障害者がアバカスを使うのと、普通の人が紙とペンで筆算するのがほぼ同程度の速さになると言われている。多くの視覚障害者がこの便利な器具を生涯使い続ける。

## 二進法アバカス

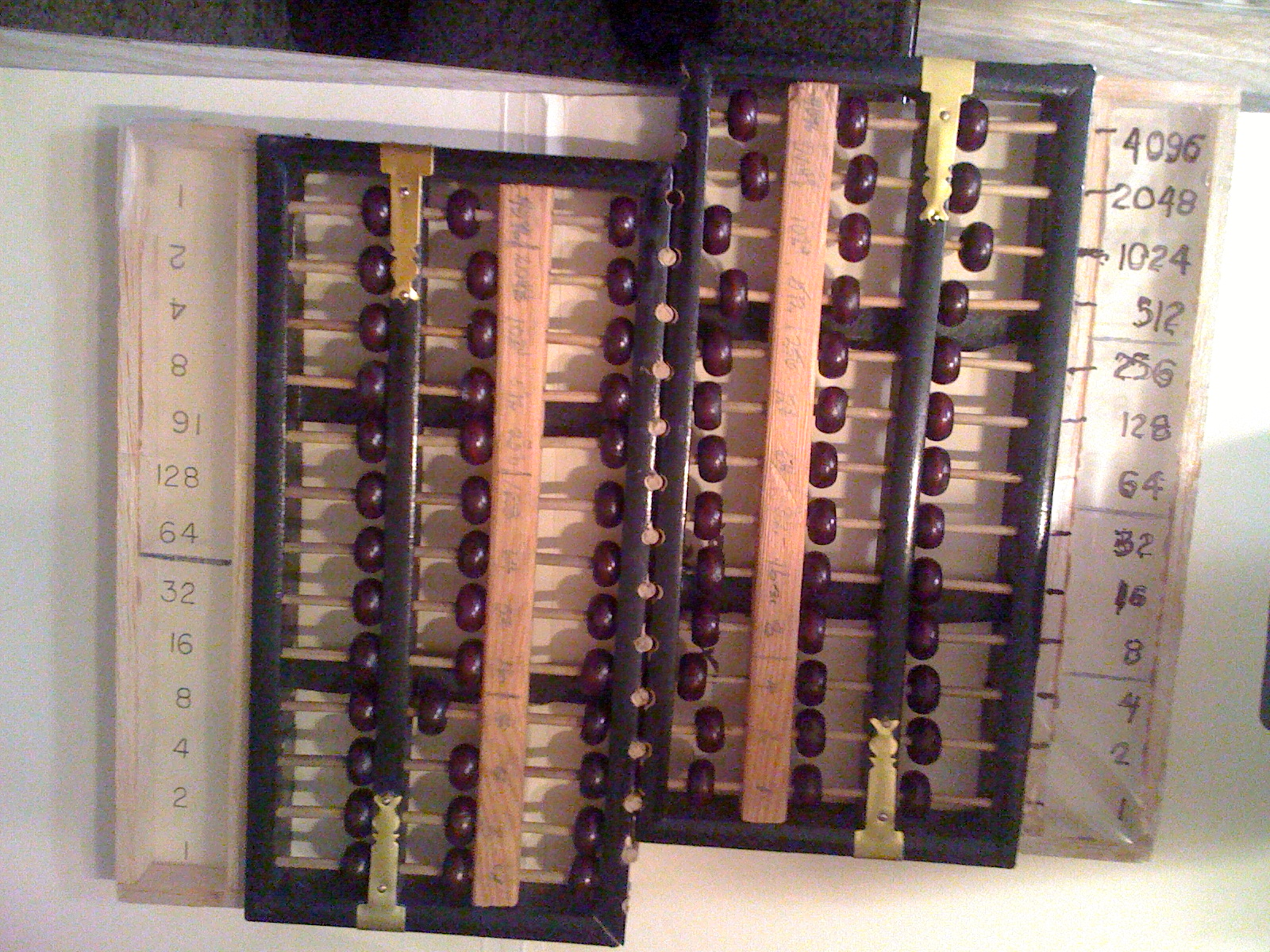
2つの二進法アバカス。中国の算盤を改造して Dr. Robert C. Good, Jr. が作ったもの

二進法アバカスは、コンピュータが数を操作する方法を説明するのに使われている。二進法アバカスは数や文字が（例えばASCIIコードとして）二進法のコンピュータに格納される様子を示すことができる。軸は2つの梁によって3つの部分に分けられており、それぞれの場所に1つだけ珠があり、ONかOFFかを表す。

## 関連文献
- Menninger, Karl W. (1969), Number Words and Number Symbols: A Cultural History of Numbers, MIT Press, ISBN 0-262-13040-8
- Kojima, Takashi (1954), The Japanese Abacus: its Use and Theory, Tokyo: Charles E. Tuttle, ISBN 0-8048-0278-5
- Stephenson, Stephen K. (July 7, 2010), Ancient Computers, IEEE Global History Network 2011年7月2日閲覧。
- Stephenson, Stephen K. (2011), Ancient Computers, Part I - Rediscovery, Amazon.com, ASIN B004RH3J7S